# Fuerza Clon 99
La Fuerza Clon 99 (en idioma original, Force Clon 99), más conocidos como The Bad Batch (en España, La Remesa Mala y en Latinoamérica, El Lote Malo) son personajes ficticios que aparecen en la franquicia Star Wars. Aparecen por primera vez en la séptima y última temporada de la serie animada Star Wars: The Clone Wars  y son protagonistas de su spin-off/secuela Star Wars: The Bad Batch (2021-2024). 
En el universo de la saga, son presentados como un escuadrón de soldados clones de elite que nacieron con mutaciones genéticas convenientes, que les permitió desarrollan características únicas y ganar reputación en la Guerra de los Clones por su efectividad. Conformados originalmente por Hunter, Tech, Wrecker y Crosshair, se transforman en fugitivos del creado Imperio Galáctico al desobedecer a la Orden 66 junto con 2 nuevos integrantes: Echo, un soldado clon dado por muerto en acción transformado en mitad cyborg y Omega, una niña admiradora de sus misiones que más tarde se revela como un clon inalterado de Jango Fett.
Tanto los personajes como su serie han sido recibidos positivamente por la crítica como por los fanáticos, transformándose en favorito de los mismos.

## Desarrollo

### Creación
Originalmente, el equipo sería presentado en futuras temporadas de la serie Star Wars: The Clone Wars, sin embargo, la serie sería cancelada en 2014, dejando inconcluso ese arco narrativo junto con otros que se estaban trabajando. Los carretes de la historia de este arco de cuatro episodios se proyectaron el 17 de abril de 2015 en Star Wars Celebration Anaheim y luego se publicaron en el sitio web oficial de Star Wars el 29 de abril.  Con guion de Brent Friedman, los cuatro episodios se completaron y transmitido en 2020 como el primer arco de la temporada 7 (con algunos cambios con respecto a los carretes de la historia original). 
Disney ordenó oficialmente una nueva serie de Lucasfilm Animation en julio de 2020 titulada Star Wars: The Bad Batch, un spin-off de la temporada final de The Clone Wars después de las Guerras Clon. Dave Filoni se desempeña como productor ejecutivo junto con Athena Portillo de Lucasfilm, el director supervisor Brad Rau y la escritora principal Jennifer Corbett, con Carrie Beck y Josh Rimes de Lucasfilm como coproductor ejecutivo y productor, respectivamente.  Filoni describió la serie como parecida a The Clone Wars y dijo que se mantendría fiel a la visión de George Lucas para contar historias de aventuras épicas y emocionantes. 

### Caracterización
La guionista principal de la serie Jennifer Corbett explicó en una entrevista sobre establecer los desafíos del equipo dentro de la primera temporada de la serie:
"El desafío interesante fue: ¿Cómo se desafía a un súper soldado?. ¿Y qué les puedes lanzar que sea algo para lo que no estén preparados para lidiar? Así surgió la idea de Omega. Los soldados pueden resolver las cosas, pero con lo que nunca han tenido que lidiar es con un niño pequeño. Y eso cambia por completo la forma en que se relacionan entre sí y cambia su perspectiva sobre la galaxia... Los dejas en un frente de batalla separatista y estarán bien pase lo que pase. Pero tener que ser tutores y responsables de la crianza y crianza de un niño es algo totalmente diferente”. 

### Actuación de voz
Para el papel de Omega, se eligió a la actriz neozelandesa Michelle Ang, en parte como homenaje a su compatriota Temuera Morrison, quien interpretó a Jango Fett y los clones desde la primera aparición de los mismos en El Ataque de los Clones. Al hablar de su acercamiento con el personaje, expresó su parecido con ella en situaciones que vivido en su vida:
“Soy alguien a quien realmente le gusta mirar el mundo y ver a la gente y darles el beneficio de la duda y tomar toda la riqueza…. Realmente no soy muy cínico en mi vida real y creo que es una cualidad maravillosa que puedo aportar a Omega en el sentido de que ella también es bastante optimista. Pero lo suyo tiene más que ver con la inocencia y la juventud”. 
Sobre la caracterización que le da al personaje dijo:
“El personaje tenía verdadera inocencia e ingenuidad, pero también la esencia de alguien que era fuerte en su brújula interna y tenía moralidad. Lo que resonó fue este tira y afloja para alguien que no ha experimentado nada y, sin embargo, quiere defenderlo todo”. 
Por otro lado, Dee Bradley Baker, quien ha interpretado las voces de todos los soldados clon, habló sobre darle una diferenciación a cada miembro del equipo:
“Para mí, me gusta decir, es como saltar de roca en roca en un arroyo. Cada uno es una entidad clara. Puedo verlo, puedo sentir su clara diferencia, de modo que son como una persona real y puedo saltar de uno a otro”. 

## Descripción
Llamados por los kaminoanos como Unidad Experimental 99, deben su nombre a 99, un clon defectuoso que servía como trabajador de mantenimiento en la fábrica de Kamino y que murió durante el ataque efectuado por los Separatistas. El equipo se originó como un grupo de clones que nacieron con mutaciones genéticas deseables que los transformó en soldados superiores al resto de sus hermanos, así como también les dio a cada uno una serie de características distintivas. Ya en servicio, el equipo ganó reputación por su alta tasa de éxito en sus misiones, principalmente al servicio del Comandante Cody.
El grupo está conformado originalmente por:
- Hunter: El líder del equipo, tiene sentidos extraordinariamente agudos que le dan una ventaja a la hora de rastrear a sus objetivos. [9]
- Tech: El especialista en computadoras y armas y fácilmente el más hablador del grupo. Con sus habilidades de análisis de datos, puede resolver problemas técnicos a velocidades incluso más rápidas que algunos droides. [10]
- Wrecker: La fuerza del grupo, con músculos poderosos que lo hacen mucho más fuerte que un clon promedio. Tiene talento para superar cualquier obstáculo que se le presente y se desempeña como residente experto en demoliciones. [11]
- Crosshair: Frío, rápido y calculador, es el francotirador del equipo. Su aguda visión le da una precisión superior y, como resultado, un aire de superioridad, que manifestaba en su rechazo a trabajar con clones normales. [12]

Con el paso de sus apariciones, se le unirían 2 integrantes más:
- Echo: Con el número de designación CT-1409, fue un soldado clon regular de la Legión 501 que fue dado por muerto durante una misión de rescate en la prisión Separatista La Ciudadela. Rescatado por las fuerzas enemigas, se transformó en mitad-máquina con el fin de descifrar las tácticas del ejército Clon. Al ser liberado y sintiéndose alejado de sus hermanos normales, se une al equipo usando sus implementos para detectar datos y peligros cercanos. [13]
- Omega: Siendo la primera clon femenina de Jango Fett, trabajó como asistente médico en las instalaciones de Kamino bajo la supervisión de Nala Se. Abierta admiradora del equipo al reflejarse en ellos por sus genes diferenciados, al unirse utiliza su mente curiosa e inteligencia para el bien de su familia encontrada y su propia supervivencia. [14]

## Apariciones

### Star Wars: The Clone Wars

#### Séptima Temporada
El equipo hace su aparición en los primeros 4 episodios de la séptima y última temporada de The Clone Wars.  Aparecen siendo llamados por el Comandante Cody quien les pide su ayuda en una misión de infiltración en Anaxes, donde los Separatistas han detenido sus ataques teniendo conocimiento de sus tácticas. Junto con el Capitán Rex, se infiltran en las instalaciones y descubren una misteriosa señal que informa de los movimientos; allí, infieren que Echo, un clon dado por muerto tiempo atrás y que con Rex conocían estas tácticas, podría estar vivo.  Con la ayuda del General Jedi Anakin Skywalker, viajan a Skako Minor donde encuentran vivo a Echo, ahora convertido en mitad cyborg por la Tecno Unión. Logran salir con vida con Echo demostrando su lealtad a la República y regresan con la misión cumplida. Echo al ver que se siente a gusto con el Bad Batch, se une al equipo. 

### Star Wars: The Bad Batch

#### Primera temporada
Hacia el final de la guerra, el Bad Batch se encuentra en el planeta Keller ayudando a la maestra Depa Billaba y su padawan Caleb Dume a contrarrestar a las fuerzas separatistas. Sin embargo, se activa la Orden 66 provocando que sus hermanos clones asesinen a Billaba y cacen a Dume; el equipo no recibe la señal de sus chips inhibidores, pero Crosshair obedece, haciendo que Hunter lo distraiga para dejar escapar a Dume, sin entender lo que ha pasado. En Kamino se enteran de la "traición" de los Jedi y la conformación del Imperio Galáctico y conocen a Omega, una niña que trabaja como asistente médica que los admira y sueña con participar en sus misiones. Para demostrar su lealtad, el Imperio los envía a Onderon a eliminar una célula rebelde liderada por Saw Gerrera, sin embargo al ver que hay civiles desarmados, Hunter decide cancelar su misión. El Imperio los arresta por traición y se lleva a Crosshair enterados de la obediencia a la Orden 66; junto con Omega deciden escapar dejando atrás a Crosshair, ahora comprometido con el nuevo gobierno.Las acciones del Bad Batch hacen que el Imperio inicie lentamente un proceso de reemplazo de soldados clones a humanos dado a su costo y a sus temores de que no puedan acatar sus órdenes, bajo las órdenes del vicealmirante Edmon Rampart, así como romper la asociación con los kaminoanos y su tecnología.
Mientras escapan por la galaxia conociendo la nueva realidad tras el fin de la guerra, descubren que diversos cazarrecompensas como Fennec Shand y Cad Bane están buscando a Omega, enterados de que es un clon inalterado de Jango Fett, por lo que el equipo pasa sus días luchando contra ellos y protegiéndola, al mismo tiempo que le enseñan sus tácticas y la acompañan entrenando y haciendo frente a su nueva vida. También comienzan a realizar misiones para Cid, una Trandoshana informante que trabajó con los Jedi, en misiones mercenarias para sobrevivir y toman contacto con Rex, quien esta conformando una red opositora al Imperio. En todas las misiones, Crosshair ejerce una fuerte cacería contra sus hermanos, logrando capturar a Hunter en el planeta Daro. Omega los persuade de rescatarlo en Kamino, descubriendo que el Imperio ha desalojado sus instalaciones; el grupo trata de persuadir a Crosshair de abandonar al Imperio, pero no lo consiguen y sobreviven de milagro a la destrucción de Tipoca City, ordenado por el Imperio. Finalmente ambas partes separan caminos con el Bad Batch y Omega como fugitivos y Crosshair al servicio imperial.

#### Segunda temporada
Tiempo después, comienza a rondar en el equipo la idea de retirarse y vivir una vida tranquila, principalmente para Omega, pero se producen choques cuando Echo persuade de que pueden hacer algo más para luchar contra el Imperio. Con lo primero en mente, fracasan en una misión en Serenno, para robar el tesoro del Conde Dooku y tener lo suficiente para retirarse, resignándose a seguir realizando misiones para Cid; lentamente el grupo tensionara su relación con ella al no prestarles ayuda cuando sus misiones se dificultan. En un momento Rex los contacta para que lo ayuden a conseguir pruebas para impedir la aprobación de una ley de reclutamiento que permitirá reemplazar a sus hermanos con humanos; a pesar de exponer la destrucción de Tipoca City, el Emperador Palpatine lo usa a su favor para que la ley se apruebe y así dejar en la deriva sus hermanos.  Tras ello, Echo abandona el equipo para comenzar a luchar con Rex y reunir a clones que buscan desertar, causando que Omega recrimine a sus compañeros de la decisión, siendo consolada por Tech al hablar sobre adaptarse a los cambios en la vida.
Mientras tanto, Crosshair sigue en servicio realizando misiones para desarmar a fuerzas opositoras al Imperio, pero de a poco comienza a ver que los mismos no le dan el mérito suficiente para escalar en posiciones de mando. El punto de no retorno llega cuando es enviado a Barton-4 al servicio de Nolan, un teniente humano que abiertamente desprecia a sus hermanos. Junto con el clon Mayday, sortean una misión en la nieve para rescatar las armaduras de los futuros Stormtrooper y sobreviven a una fuerte avalancha que los deja malheridos, especialmente a Mayday. Cuando Crosshair logra llegar a la base con el moribundo Mayday, Nolan rechaza su pedido de ayuda, provocando que Mayday muera y que Crosshair asesine a Nolan por su egoísmo. Por su traición es capturado y recluido en una instalación Imperial ubicado en el Monte Tantiss, en el planeta Wayland, donde comienza a ser objeto de experimentos realizados por el Dr. Royce Hemlock, el científico jefe de un programa que busca usar la tecnología de clonación de los kaminoanos para otros intereses. Pronto se entera de la existencia de Omega y de su conformación genética, llevando a interesarse en buscarla. 
El Bad Batch persuadido por su nueva amiga Phee Genoa, se refugian en el planeta Pabu, donde experimentan por primera vez una vida tranquila y sin los sobresaltos de la guerra. Sin embargo, Echo se vuelve a unir y les pide ayuda para revelar unos datos que obtuvo de un rescate de clones desertores y más se alertan cuando Crosshair, en un intento de escapar lanza una señal de advertencia, pero termina siendo recapturado y sometido a torturas más fuertes. Se enteran de la existencia de la División de Ciencia Avanzada Secreta del Imperio y deciden seguir sus rastros hasta Eriadu, donde se produce una reunión de los altos mandos militares del Imperio; su misión choca con la de Gerrera, quien ataca directamente activando explosivos que interrumpen el vagón de la base que el Bad Batch usa para escapar, dejándolos varados. Tech logra reactivarlo, pero un ataque aéreo hace que cuelgue de uno de los vagones; sin nada más que hacer, sacrifica su vida para permitir que su equipo escape. Retirándose a Ord Mantell para tratar sus heridas y aceptar su pérdida, el Bad Batch es traicionado por Cid a Hemlock, quien captura a Hunter y Wrecker, lo que obliga a Omega a liberar a sus hermanos pero permitiendo su captura. En el Monte Tantiss, Omega es recibida por la asistente de Hemlock, Emerie Karr, quien le revela que también es clon de Jango Fett y Hunter alienta a Echo y Wrecker a hacer lo necesario para rescatar a Omega y Crosshair. 

#### Tercera temporada
A lo largo de 5 meses, Hunter y Wrecker realizan misiones en toda la galaxia buscando pistas del paradero de Omega. Al mismo tiempo, Omega y Crosshair pasan sus días en las instalaciones Imperiales; Omega trabaja a la fuerza como asistente médica de Emerie y Nala Se, por su parte Crosshair sufre las consecuencias de sus experimentaciones, perdiendo poco a poco sus habilidades. Enterada de que su sangre es vital para los experimentos allí, Omega es ayudada por Nala Se para escapar, llevándose a Crosshair y a un lurca llamado Batcher, del que se hizo amiga en cautiverio.La cacería imperial se vuelve implacable cuando Hemlock y Karr descubren que Omega posee un alto recuento M, necesarios para lograr un cuerpo sensible a la Fuerza. Después de sortear un escape del planeta Lau, Omega finalmente se reencuentra con Hunter y Wrecker, pero se sorprenden con la presencia de Crosshair; aunque la tensión es latente por los eventos entre ambas partes, finalmente recuperan su confianza en él tras regresar a Barton-4 en busca de información y entienden los motivos de su deserción.  
Enterados de los experimentos en el Monte Tantiss, el equipo se propone regresar para liberar al resto de sus hermanos recluidos compartiendo información con Rex y su escuadrón de clones rebeldes en su base en Teth; a duras penas escapan del planeta de la cacería del Clon X, un asesino clon pro-imperial creado por Hemlock. Hunter, persuadido por Rex, busca información sobre por qué buscan a Omega; tras hacer contacto con Shand, esta los enlaza con Asajj Ventress, la antigua aprendiz del Conde Dooku quien les revela que el recuento M amplifica la conexión con la Fuerza. A pesar de que Omega no pasa pruebas que Ventress le pone para comprobar su conexión, les advierte al equipo que deben escapar de Pabu mientras la niña no esta a salvo. Finalmente el Clon X logra dar con su paradero, provocando un fuerte enfrentamiento que deja a Wrecker herido y a su nave destruida; Omega, decidida a proteger a Pabu y a sus hermanos, decide entregarse, aunque no logra hacer que el equipo instale un rastreador para dar con la ubicación de Tantiss.
Como última opción, el Bad Batch decide secuestrar a Rampart, ahora encarcelado en un campo de trabajo para dar con pistas de Tantiss; a pesar de no saber mucho, los guía a una estación en Coruscant desde donde se acoplan a una nave para llegar a Tantiss. Al mismo tiempo, Omega planea un escape ayudado por otros niños prisioneros de los experimentos de Hemlock. Omega guía a los niños usando como distracción una bestia Zillo liberada, mientras el resto llega a la base siendo capturados por los clones X con Crosshair perdiendo su mano derecha. Omega se encuentra con Echo y con Emerie, quien la ayuda habiendo abierto los ojos de la realidad de la investigación llevándose a los niños a un lugar seguro, mientras ambos deciden rescatar a sus hermanos. Hemlock intenta convertir a Hunter, Wrecker y Crosshair en agentes, pero Echo, Omega y los otros clones los liberan y derrotan a los agentes existentes. Hemlock toma como rehén a Omega, pero ella ayuda a Hunter y Crosshair a matarlo, finalmente escapando de Tantiss. Todos regresan a Pabu tomando caminos separados; Echo reubicando a los clones liberados para Rex, mientras el resto decide vivir una vida tranquila, libres de las responsabilidades de la guerra. Aunque, años más tarde, una Omega adulta deja a Pabu para unirse a una rebelión contra el Imperio, ante la mirada de un ya viejo Hunter.

## Recepción de la crítica
Hunter ha sido un personaje bien recibido en la comunidad de Star Wars tanto así que con su equipo tuvo su propia serie.

## Mercancías
El 4 de mayo de 2021, junto con el estreno de la serie, se anunció una serie de Funko pop de los personajes. LEGO produjo un set de armado de su nave Merodeador y mini figuras del equipo en el set 75314. 